# Port Vila
Port Vila is de hoofdstad van het Oceanische land Vanuatu. De stad ligt aan de zuidoostkant van het eiland Efate, dat behoort tot de provincie Shefa.
Volgens de census van 2016 had Port Vila dat jaar 51.437 inwoners. Circa 65% van de inwoners van de provincie Shefa woont in Port Vila.

## Geschiedenis
Het gebied waarin Port Vila ligt wordt al duizenden jaren door Melanesiërs bewoond. In 1606 arriveerden de eerste Europeanen onder leiding van Pedro Fernandes de Queirós en Luis Váez de Torres. In de 19e eeuw arriveerden kolonisten uit Frankrijk, die in 1879 een onafhankelijkheidshandvest sloten met Frankrijk. Port Vila en omgeving werden het eerste gebied met algemeen kiesrecht voor mannen en vrouwen, waarbij aangetekend moet worden dat slechts de vijftig blanken op het eiland het recht hadden om gekozen te worden en de vijfhonderd niet-blanken dit recht niet hadden.
Vanaf 1887 werden de eilanden van Vanuatu door het Verenigd Koninkrijk en Frankrijk samen bestuurd. Vanaf 1906 werd dit geformaliseerd in het condominium van de Nieuwe Hebriden. Tijdens de Tweede Wereldoorlog was Port Vila een basis voor de Amerikaanse en Australische luchtmacht.
In 1987 verwoestte een cycloon bijna 95 % van de stad. Een aardbeving veroorzaakte in januari 2002 veel schade.

## Klimaatverandering
Port Vila wordt beschouwd als een van de steden die het meest kwetsbaar zijn voor de gevolgen van klimaatverandering. Door haar ligging in de zuidelijke Stille Oceaan is de stad gevoelig voor tropische cyclonen, zeespiegelstijging en kustafslag. In 2015 richtte cycloon Pam grote schade aan in Port Vila en omliggende gebieden. Naast toenemende stormactiviteit zorgen ook stijgende temperaturen en veranderingen in neerslagpatronen voor druk op landbouw, voedselzekerheid en watervoorziening.
De regering van Vanuatu werkt samen met internationale partners aan klimaatadaptatie, onder meer via verbeterde infrastructuur, rampenvoorbereiding en duurzaam landgebruik. Door deze initiatieven probeert men de veerkracht van Port Vila en andere kwetsbare gebieden in het land te vergroten.

## Economie
De stad is een financieel en toeristisch centrum. Port Vila is economisch en commercieel veruit de belangrijkste plaats van Vanuatu, mede dankzij de haven en de industrie. De industrie verwerkt vooral producten uit de omgeving.
Nabij de stad ligt de internationale luchthaven Bauerfield.

## Onderwijs
Sinds 1989 is er een locatie van de Universiteit van de Zuidelijke Grote Oceaan in Port Vila gevestigd. De enige rechtenfaculteit van deze universiteit bevindt zich in Port Vila. Verder worden er in deze vestiging taalstudies gedoceerd.

## Stedenband
- Shanghai (China), sinds 1994

Isangel · Lakatoro · Luganville · Port Vila · Saratamata · Sola